# Herb województwa kieleckiego

Herb województwa kieleckiego
"Tarcza dwudzielna - w polu górnym czerwonym orzeł biały w złotej koronie, z głową zwróconą w lewo, przez skrzydła ma złotą linię; w polu dolnym dwudzielnym z prawej strony trzy pasy czerwone a trzy białe (srebrne), tak iż po każdym czerwonym alternatą białe następuje, z lewej strony w polu błękitnym trzy rzędy gwiazd srebrnych w każdym rzędzie po trzy gwiazdy."